# Transilien V
| |                      |                        |                        |
| Streckenlänge: | 15 km                |                        |                        |
| Spurweite: | 1435 mm (Normalspur) |                        |                        |
| |                      |                        |                        |
| Stationen: | 7                    |                        |                        |
| Eröffnung | 2023                 |                        |                        |
| \| \| \| Versailles – Chantiers \| \| \| \| Petit Jouy – Les Loges \| \| \| \| Jouy-en-Josas \| \| \| \| Vauboyen \| \| \| \| Bièvres \| \| \| \| Igny \| \| \| \| Massy-Palaiseau \| |                      |                        |                        |
| Kopfbahnhof Streckenanfang |                      | Versailles – Chantiers | Versailles – Chantiers |
| Haltepunkt / Haltestelle |                      | Petit Jouy – Les Loges | Petit Jouy – Les Loges |
| Haltepunkt / Haltestelle |                      | Jouy-en-Josas          | Jouy-en-Josas          |
| Haltepunkt / Haltestelle |                      | Vauboyen               | Vauboyen               |
| Haltepunkt / Haltestelle |                      | Bièvres                | Bièvres                |
| Haltepunkt / Haltestelle |                      | Igny                   | Igny                   |
| Kopfbahnhof Streckenende |                      | Massy-Palaiseau        | Massy-Palaiseau        |

Die Linie Transilien V ist Bestandteil des Transilien-Netzes im Ballungsraum Paris. Sie verbindet Versailles-Chantiers und Massy-Palaiseau. Im Gegensatz zu den anderen Transilien-Linien (mit Ausnahme der Linie U) liegt die Linie V vollständig außerhalb der Stadtgrenzen von Paris.
Vor Dezember 2023 wurde die Strecke als Zweigstrecke der RER C betrieben. Am 4. Dezember 2023 wurde die Linie von der RER C getrennt und in eine Shuttle-Linie umgewandelt, in Vorbereitung auf die Eröffnung der Express Straßenbahnlinie  T12  am 10. Dezember 2023.

## Geschichte
Die Strecke, auf denen die Transilien-Linie V verkehrt, wurden als Teil der Grande-Ceinture-Linie gebaut. Der Bau der Strecke begann nach August 1875, als sie zum öffentlichen Versorgungsbetrieb erklärt wurde. Der Abschnitt, auf dem die Linie V verkehrt, wurde am 1. Mai 1883 als Teil des Abschnitts der Eisenbahnlinie zwischen Juvisy und Versailles-Chantiers eröffnet.
Ein großer Teil der Grande-Ceinture-Linie wurde 1939 für den Personenverkehr gesperrt, mit Ausnahme des südlichsten Abschnitts der künftigen Linie V zwischen Versailles-Chantiers und Juvisy über Massy-Palaiseau. Allerdings waren die meisten Züge auf der Strecke Güterzüge.
Dieser Streckenabschnitt wurde am 6. Februar 1947 elektrifiziert. In den folgenden Jahrzehnten kam es zu einem zusätzlichen Personenverkehr auf der Strecke, bis die Strecke 1992 in die RER C des Réseau Express Régional integriert wurde.
Im Jahr 2004 und erneut im Jahr 2008 wurden Studien durchgeführt, um die Strecke häufiger verkehren zu lassen. Zunächst wurde die Umstellung auf eine eigene RER-Linie vorgeschlagen und später die Umstellung auf eine Stadtbahn empfohlen. Für den Umbau wurde jedoch der Abschnitt zwischen Versailles-Chantiers und Massy-Palaiseau ausgewählt und der Schwerpunkt stattdessen auf dem Abschnitt zwischen Massy-Palaiseau und Épinay-sur-Orge gelegt.
Am 7. Juni 2023 gab die Präsidentin von Île-de-France Mobilités, Valérie Pécresse, bekannt, dass der Abschnitt zwischen Versailles-Chantiers und Massy-Palaiseau vom RER-C-Netz getrennt und als separate Shuttle-Linie betrieben wird. Die Trennung erfolgte am 4. Dezember 2023, am selben Tag, an dem die Express Straßenbahnlinie T12 zwischen Massy-Palaiseau und Épinay-sur-Orge ihren Betrieb aufnahm.